# Baie-Mahault (baie)
La Baie-Mahault est la baie située à Baie-Mahault en Guadeloupe qui s'étend de la pointe Saint-Vast à la pointe Madeleine.

## Description

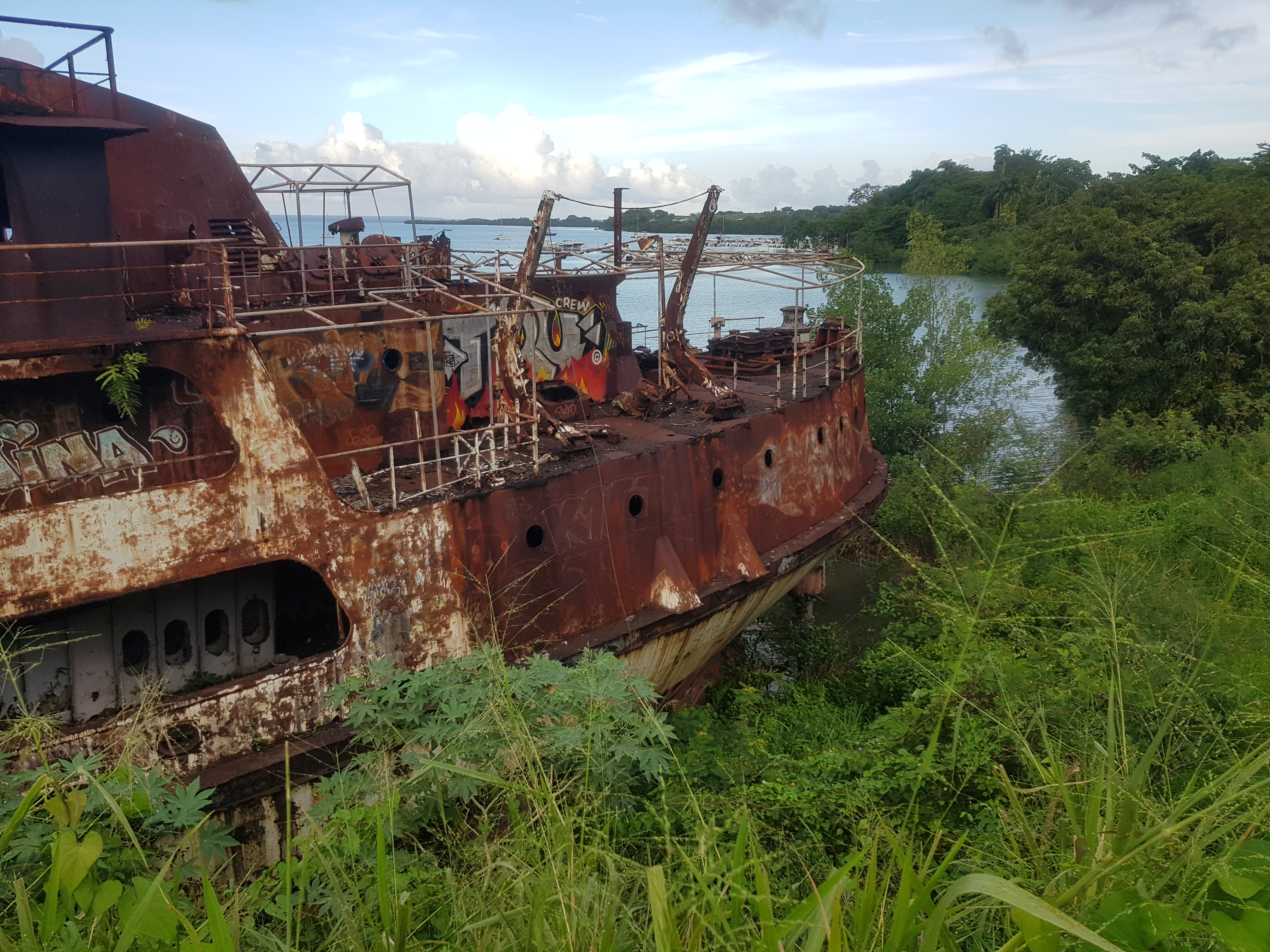
Épave du Bertina à Baie-Mahault

Bordée par la mangrove, la baie offre plusieurs parcours et activités sportifs. Au port de Baie-Mahault, il est possible de voir l'épave du Bertina qui y a fait naufrage lors du cyclone Hugo en 1989 et n'a jamais été retirée.